# Diego Quispe Tito
Diego Quispe Tito (n. 1611, Cuzco, Peru – d. 1681, Cuzco, Peru) a fost un pictor aparținând etniei Quechua din Peru. Este considerat liderul Școlii de pictură din Cuzco.

## Context
Fiul unei familii incașe nobile, Quispe Tito s-a născut în Cuzco și a lucrat de-a lungul vieții sale în districtul San Sebastián; pe casa lui este prezentă stema sa.

## Cariera artistică
Cea mai timpurie pictură semnată de Quispe Tito este Concepția Imaculată din 1627, aurită conform unei mode tipice școlii din Cuzco. Opera sa este realizată în stilul manierismului spaniol și a picturii flamande. Se crede că Quispe Tito a învățat aceste stiluri de la iezuitul italian Bernardo Bitti, care era activ la acea vreme la Cuzco. În plus, se crede că l-a cunoscut pe Luis de Riaño în tinerețe și poate ar fi derivat unele elemente ale stilului său de la artistul mai bătrân; de Riaño, un pictor din Lima, s-a pregătit în atelierul lui Angelino Medoro și astfel ar fi oferit o altă sursă pentru influența italiană.
Quispe Tito a fost influențat și în opera sa de gravuri din Flandra; într-adevăr, cea mai cunoscută lucrare a sa, Semnele zodiacului din 1681 din Catedrala din Cuzco, este o serie de copii ale gravurilor flamande în care fiecare semn zodiacal este legat de o parabolele din viața lui Hristos. Aceste gravuri au fost realizate pentru a fi distribuite în Peru, unde, în unele cartiere, se practica închinarea la soare, lună și stele; ele au fost concepute pentru a încuraja închinarea la Hristos și minunile Lui în locul zodiacului. O nouă serie, care prezintă scene din viața lui Ioan Botezătorul și care datează din 1663, a fost realizată și pe modele flamande.
Quispe Tito a încorporat, de asemenea, mai multe elemente personale în opera sa; cel mai remarcabil a fost utilizarea auriului și descrierea peisajelor spațioase pline de păsări și îngeri. În 1667 a pictat mai multe scene din viața lui Hristos, care au fost trimise la Potosí.

## Moartea
Quispe Tito a murit la Cuzco în 1681.